# Aenictus mariae
Aenictus mariae é uma espécie de formiga do gênero Aenictus.